# ケイトリン・ブラックウッド
ケイトリン・ブラックウッド（Caitlin Blackwood, 2000年6月23日 - ）は、BBC One のSFテレビドラマ『ドクター・フー』で幼少期のエイミー・ポンド役を演じたことで知られる、北アイルランドの女優。

## 来歴
ケイトリンは2000年に北アイルランドのベルファストで生まれた。6歳の時に家族と共にスコットランドのインヴァネスへ引っ越し、以来そこで生活している。エディンバラを拠点とする単科大学で演技を学んでいた。
2015年には、オンラインで資金提供を受けたテレビドラマ『Cops and Monsters』のエピソード "Preparing the Weapon" にアレクシス役で出演した。2017年には、ライアン・ヘンドリックが監督したショートフィルム Sundown に出演した。
『ドクター・フー』では、「11番目の時間」、「ビッグバン」、「ヒトラーを殺そう!」、「閉ざされたホテル」、「マンハッタン占領」で幼少期のアメリア・ポンドを演じた。ケイトリンは成人のエイミー・ポンドを演じたカレン・ギランの従妹であったが、キャスティングされるまで対面したことはなかった。彼女が役に就いたのは、外見がカレンに似ているためであった。